# 東興駅 (咸鏡南道)
東興駅（トンフンえき、동흥역）は、朝鮮民主主義人民共和国咸鏡南道新興郡に位置する新興線の駅である。

## 隣の駅
新興線
新興駅 - 東興駅 - 慶興駅